# Atractomorpha melanostriga
Atractomorpha melanostriga is een rechtvleugelig insect uit de familie Pyrgomorphidae. De wetenschappelijke naam van deze soort is voor het eerst geldig gepubliceerd in 1981 door Bi.